# 圣安德烈德博翁
圣安德烈德博翁（法語：Saint-André-de-Bohon，法語發音：[sɛ̃.t‿ɑ̃dʁe də bɔ.ɔ̃]）是法国芒什省的一个市镇，属于圣洛区。

## 地理
圣安德烈德博翁（49°14'4"N, 1°15'8"W）面积10.43 平方千米，位于法国诺曼底大区芒什省，该省份为法国西北部沿海省份，西、北、东北三面环大西洋，东起顺时针与卡爾瓦多斯省、奧恩省、马耶讷省和伊勒-维莱讷省接壤。
与圣安德烈德博翁接壤的市镇（或旧市镇、城区）包括：奥克赛、格赖涅-梅尼勒昂戈、马尔谢雪、特里布乌、土地沼泽村、卡朗唐莱马赖。

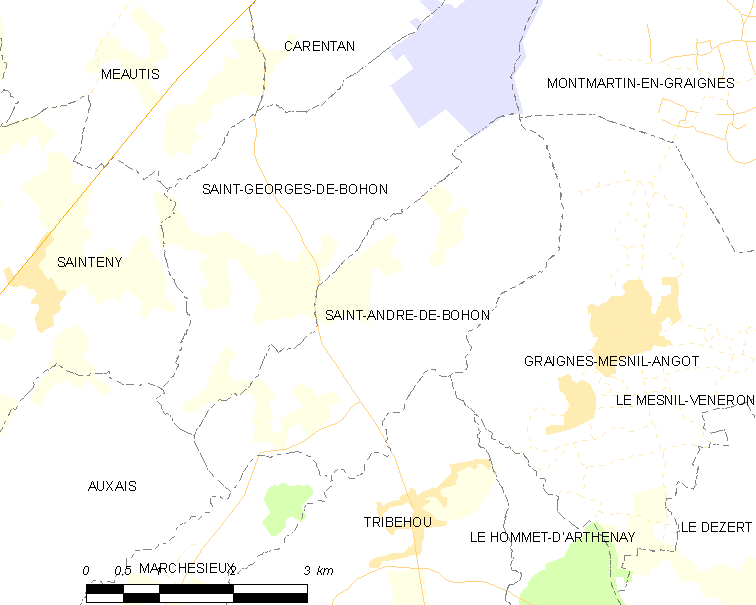
圣安德烈德博翁的OSM定位图

圣安德烈德博翁的时区为UTC+01:00、UTC+02:00（夏令时）。

## 行政
圣安德烈德博翁的邮政编码为50500，INSEE市镇编码为50445。

## 政治
圣安德烈德博翁所属的省级选区为卡朗唐莱马赖县。

## 人口

1962-2008年间圣安德烈德博翁人口变化图示

圣安德烈德博翁于2022年1月1日时的人口数量为369人。